# Rhasaan Orange
Pour les articles homonymes, voir Orange.
Rhasaan Orange est un acteur américain né le 25 août 1975 à New York, New York (États-Unis).

## Filmographie
- Entre 1978 et 1983 : 1, rue Sésame (Sesame Street) (série TV créée en 1969) : Rhasaan
- 1996 : The Mouse : Shamster #2
- 1999 : Coming Soon : Sincere Boy
- 1999 : Haine et Passion (The Guiding Light) (série TV créée en 1952) : Brian
- 2001 Undressed (série TV créée en 1999) : Joe
- 2003 à 2007 : Des jours et des vies (série TV) : Tek Kramer
- 2004 : A Sight for Sore Eyes : Jarred Williams